# Singeriella peruviana
Singeriella peruviana är en svampart som beskrevs av Petr. 1959. Singeriella peruviana ingår i släktet Singeriella och familjen Vizellaceae.   Inga underarter finns listade i Catalogue of Life.